# Warren Rosser
Warren Eric Rosser (2 de octubre de 1962) es un deportista australiano que compitió en judo. Ganó dos medallas en el Campeonato de Oceanía de Judo en los años 1981 y 1985.

## Palmarés internacional
| Campeonato de Oceanía | Campeonato de Oceanía    | Campeonato de Oceanía | Campeonato de Oceanía |
| Año                   | Lugar                    | Medalla               | Categoría             |
| --------------------- | ------------------------ | --------------------- | --------------------- |
| 1981                  | Suva (Fiyi)              | Medalla de plata      | –60 kg                |
| 1985                  | Auckland (Nueva Zelanda) | Medalla de oro        | –65 kg                |